# Molophilus quadrispinosus
Molophilus quadrispinosus là một loài ruồi trong họ Limoniidae. Chúng phân bố ở miền Tân bắc.